# Сметнев, Сергей Иванович
Сергей Иванович Сметнев (6 октября 1899, Москва, Российская империя — 2 декабря 1992, там же) — выдающийся советский птицевод.

## Биография
Родился 6 октября 1899 года в Москве.
В 1917 году поступил в ПСХА, которую окончил в 1922 году.
- заведующий агробазой и отделом Московского губернского с.-х. союза транспортников (1923–1926).
- член хозкомитета Российского общества птицеводства (1926–1927),
- заместитель председателя правления 1-го Московского контрольного птицеводческого товарищества и кооперативного товарищества по животноводству (1927–1928),
- специалист по птицеводству Наркомзема РСФСР (1928–1929).
- помощник управляющего птицеводством совхозов (1929),
- заместитель директора птицесовхоза “Красный” Управления совхозами “Спартак” (1929–1930).
- заведующий опытным пунктом по батарейному выращиванию утят (1930–1931), технический директор, заведующий зоотехнической лабораторией Братцевской птицефабрики (1931–1944).
- заведующий лабораторией содержания птицы НИИ птицеводства (1935–1938),
- директор и заведующий лабораторией ВНИИ птицепромышленности (1938–1944),
- заведующий кафедрой птицеводства Московского зоотехнического института (1938–1944),
- заведующий (1944–1971), профессор-консультант (1971–1975) кафедры птицеводства МСХА.

Жил и работал в Москве по адресам: Малая Красносельская улица, 6-8 (1899—1900; снесён); 4-я Сокольническая улица, 18 (1900—10; снесён); Большая Остроумовская улица, 2 (1920—1930-е гг.), Братеевская птицефабрика (1940—53); Чапаевский переулок, 8 (1953—92).
Умер 2 декабря 1992 года в Москве. Похоронен на Щербинском кладбище.
Сын — Сметнев, Александр Сергеевич (1928—2003), кардиолог, профессор, лауреат Государственной премии СССР.

## Награды
- орден Ленина (05.11.1969)
- 2 ордена Трудового Красного Знамени (02.12.1965; 1979)
- орден «Знак Почёта» (1953)
- медали
- Премия Совета Министров СССР (1979)
- медали ВДНХ

## Научные работы
Автор свыше 400 научных работ, имеет 2 авторских свидетельств на изобретения. Ряд научных работ опубликовано за рубежом.

## Избранные сочинения
- Сметнев С. И. Воспитание цыплят в крупных стаях. — М.; Л.: Сельколхозгиз, 1932. — 112 с.
- Производство яиц на Братцевской птицефабрике и в совхозе “Южный” / Соавт.: И.В. Никулицкий и др. — М.: Колос, 1965. — 128 с. — (Прогрессив. технологию — всем колхозам и совхозам).
- Отечественные гибридные куры / Соавт. А.В. Раецкий. — М.: Колос, 1971. — 112 с.
- Птицеводство: Учеб. для зооинж. фак. с.-х. вузов. — 6-е изд., перераб. и доп. — М.: Колос, 1978. — 304 с.
- Методические рекомендации по повышению эффективности использования и экономии кормов в птицеводстве / Соавт.: В.И. Фисинин и др.; ВАСХНИЛ. Отд-ние животноводства. — М., 1984. — 62 с.

## Членство в обществах
- 1956-92 — Академик ВАСХНИЛ.